# Quico (embutido)
El quico es una especie de morcilla de sangre, de consistencia más blanda que lo habitual y gran diámetro, producido y consumido en el norte de Extremadura y otras regiones.

## Características
Es un manjar expresamente preparado para su adición a caldos y estofados (en principio, no se acostumbra a comerlo crudo). De hecho es, junto con otros elementos característicos como la manita de cerdo y el relleno, un fundamental del cocido típico de esas regiones. Su sabor se asemeja al de la sangre encebollada, con un matiz más suave y dulce, aunque rotundo y persistente, y su tacto es cremoso y ligeramente picante.
- Datos: Q6094682